# Rancho Bravo
Pour plus de détails, voir Fiche technique et Distribution.
Rancho Bravo (The Rare Breed) est un film américain réalisé par Andrew V. McLaglen, sorti en 1966.

## Synopsis
En 1880 au Texas, Martha Price (Maureen O'Hara), une Anglaise accompagnée de sa fille Hilary, vend aux enchères un taureau européen de race Hereford, Vindicator. Son époux, mort pendant la traversée depuis l’Europe, voulait implanter cette race dans l’Ouest américain. La jeune veuve poursuit son œuvre et veut imposer aux éleveurs de bétail de croiser le Hereford avec des Longhorn.
Le taureau est acheté au prix fort par Charles Ellsworth (David Brian), un enchérisseur d’origine britannique soucieux de plaire à Martha Price, pour le compte du riche éleveur Alexander Bowen (Brian Keith). Aucun ne croit à la survie de l’animal dans les rudes plateaux texans. Mais grâce à l'aide du convoyeur Sam Burnett (James Stewart) qu'elle va réussir à convaincre, elle va pouvoir le conduire à bon port après quelques mésaventures. Bowen est un excentrique farouche et crasseux qui va laisser le pauvre Vindicator se débrouiller seul dans le terrible hiver texan. Pendant qu'Hilary tombe amoureuse de fils Bowen, que Bowen espère épouser Martha, Sam reste le seul à espérer que Vindicator a survécu à l'hiver et que, à défaut, il a assuré une descendance.

## Fiche technique
- Titre : Rancho Bravo
- Titre original : The Rare Breed
- Réalisation : Andrew V. McLaglen
- Scénario : Ric Hardman
- Musique : John Williams
- Photographie : William H. Clothier
- Montage : Russell F. Schoengarth
- Direction artistique : Alexander Golitzen et Alfred Ybarra
- Décorateur de plateau : Oliver Emert et John McCarthy Jr. (en)
- Costumes : Rosemary Odell
- Production : William Alland
- Société de production et de distribution : Universal Pictures
- Pays d'origine :  États-Unis
- Langue : anglais
- Format : Technicolor - Son : Mono (Westrex Recording System)
- Genre : Western
- Durée : 97 minutes
- Date de sortie : 
  - États-Unis : 2 février 1966 Fort Worth Texas
- Affiche : Guy-Gérard Noël (France)

## Distribution
- James Stewart (VF : Roger Tréville) : Sam Burnett
- Maureen O'Hara (VF : Jacqueline Porel) : Martha Price
- Brian Keith (VF : Jean Violette) : Alexander Bowen
- Juliet Mills (VF : Jeanine Forney) : Hilary Price
- Don Galloway : Jamie Bowen
- David Brian (VF : René Bériard) : Charles Ellsworth
- Jack Elam (VF : Jean-Henri Chambois) : Deke Simons
- Ben Johnson : Jeff Harter
- Harry Carey Jr. : Ed Mabry
- Perry Lopez (VF : Gérard Hernandez) : Juan
- Larry Domasin : Alberto
- Silvia Marino : Conchita
- Alan Caillou (VF : Pierre Collet) : John Taylor
- Gregg Palmer : Rodenbush
- Barbara Werle (en) : Gert
- Joe Ferrante (de) (VF : Michel Gudin) : Esteban
- James O'Hara : Sagamon

Acteurs non crédités
- Frank Hagney : un acheteur de bétail
- Charles Lampkin : un porteur